# WWE Insurrextion
WWE Insurrextion  fue un evento anual de pago por visión de la empresa World Wrestling Entertainment (WWE) exclusivo del Reino Unido.
Los eventos de 2002 y 2003 fueron shows exclusivos de Raw, siendo el de 2002 el primer PPV exclusivo de dicha marca de la promoción. No obstante, los PPV exclusivos para todo el Reino Unido se suspendieron cuando WWE comenzó a transmitir shows semanales en el Reino Unido en 2004.
La edición de 2002 está también asociada con el incidente conocido como Plane Ride From Hell («Vuelo de avión del infierno» en español), que ocurrió el 4 de mayo de 2002 en el viaje de regreso a los Estados Unidos. La serie documental Dark Side of the Ring abordaría detalladamente el incidente 19 años después.

## Ediciones

### 2000
Insurrextion 2000 tuvo lugar el 6 de mayo de 2000 en el Earls Court en Londres, Inglaterra.

#### Resultados
- Too Cool (Grand Master Sexay & Scotty 2 Hotty) derrotaron a Dean Malenko & Perry Saturn (7:00)
  - Sexay cubrió a Saturn después de un "Hip Hop Drop".
- Kane derrotó a Bull Buchanan (3:31)
  - Kane cubrió a Buchanan después de un Chokeslam.
- Road Dogg derrotó a Bradshaw (5:58)
  - Road Dogg cubrió a Bradshaw después de un Pumphandle Drop.
- The Kat derrotó a Terri Runnels en una Arm Wrestling match
  - Kat cubrió a Runnels.
- The Big Show & Rikishi derrotaron a The Dudley Boyz (Bubba Ray & D-Von) (7:10)
  - Big Show cubrió a Bubba después de un Chokeslam.
  - Durante la lucha, Edge & Christian atacaron a Bubba y a D-Von
- Kurt Angle derrotó a Chris Benoit (6:04)
  - Angle cubrió a Benoit después de un Angle Slam.
- The British Bulldog derrotó a Crash Holly ganando el Campeonato Hardcore de la WWF (3:37)
  - Bulldog cubrió a Holly después de un Running Powerslam en una silla de acero.
- The Hardy Boyz (Matt & Jeff) derrotaron a los Campeones en Pareja de la WWF, Edge & Christian por descalificación (12:53)
  - Edge golpeo con una campana a Matt y a Jeff.
  - Después de la lucha, The Dudley Boyz atacaron a Edge y Christian.
- Eddie Guerrero derrotó a Chris Jericho reteniendo el Campeonato Europeo de la WWF (12:56)
  - Guerrero cubrió a Jericho después de golpearlo con el título.
- The Rock derrotó a Shane McMahon (con Mr. McMahon) y Triple H (con Stephanie McMahon-Helmsley) reteniendo el Campeonato de la WWF (14:47)
  - The Rock cubrió a McMahon después de un Spinebuster y un "People's Elbow".

### 2001
Insurrextion 2001 tuvo lugar el 5 de mayo de 2001 en el Earls Court en Londres, Inglaterra.

#### Resultados
- Eddie Guerrero derrotó a Grand Master Sexay (4:30)
  - Guerrero cubrió a Sexay con un "roll-up" usando las cuerdas para ayudarse.
- Dean Malenko & Perry Saturn derrotaron a The Holly Cousins (Crash & Hardcore) (5:37)
  - Saturn cubrió a Crash después de un "Swinging Fisherman's Suplex".
- Bradshaw derrotó a The Big Show (3:20)
  - Bradshaw cubrió a Big Show después de un "Clothesline from Hell".
  - Bradshaw sustituyó a Test, quien estaba lesionado.
- Edge & Christian derrotaron a X-Factor (X-Pac & Justin Credible), The Hardy Boyz (Matt & Jeff) y a The Dudley Boyz (Bubba Ray & D-Von) en una Fatal Four-Way Elimination match (13:20)
  - Jeff cubrió a X-Pac después de un Swanton Bomb. (5:42)
  - Christian cubrió a Jeff después de un Unprettier. (6:02)
  - Edge cubrió a Bubba Ray después de un Gore de Rhyno. (13:20)
  - Después de la lucha los Dudleys aplicaron un 3D a Rhyno en una mesa.
- Chris Benoit derrotó a Kurt Angle en un Two out of three falls match
  - Benoit cubrió a Angle después de un Diving Headbutt.
  - Benoit cubrió a Angle después de un Roll-Up.
- Chris Jericho derrotó a William Regal ganando la "Queen's Cup" (14:46)
  - Jericho forzó a Regal a rendirse con las Walls of Jericho.
  - Después de la lucha, Regal atacó a Jericho.
- The Undertaker derrotó a The Two-Man Power Trip (el Campeón de la WWF Steve Austin & Triple H) (con Stephanie McMahon) en un Handicap match (17:12)
  - Undertaker cubrió a Triple H después de un Chokeslam.
  - Durante la lucha, Stephanie interfirió distrayendo al árbitro.
  - Vince McMahon intervino en el combate a favor de The Power Trip, pero terminó siendo atacado por Undertaker luego de golpear accidentalmente a Triple H.
  - El título de Austin estuvo en juego y para perderlo debía recibir el conteo, pero Undertaker cubrió a Triple H.

### 2002
Insurrextion 2002 tuvo lugar el 4 de mayo de 2002 en el Wembley Arena en Londres, Inglaterra. Fue el último PPV bajo el nombre de "WWF".

#### Incidente del vuelo del infierno
Durante el vuelo de regreso a suelo estadounidense, ocurrieron una serie de incidentes que se han denominado el "Vuelo del Infierno" o "Plane Ride From Hell", que se ha descrito como uno de los episodios más controvertidos de la lucha libre profesional. El avión Boeing 757 que se fletó incluía barra libre  y muchos de los luchadores se dieron el gusto. Esto condujo a muchos incidentes, incluidos altercados físicos y acoso sexual a dos azafatas, Taralyn Cappellano y Heidi Doyle. Scott Hall, quien tenía antecedentes de alcoholismo, además de hacerle bromas a otros luchadores con crema de afeitar, tuvo comportamientos sexuales inapropiados con Doyle antes de desmayarse. Curt Hennig también hizo bromas a los luchadores con la crema de afeitar, incluido Brock Lesnar, lo que resultó en una pelea entre los dos que casi provocó que abrieran accidentalmente la salida de emergencia del avión. Goldust se propasaría sexualmente con Cappellano, y luego se conectó al sistema de megafonía y comenzó a cantarle una canción para su exesposa y compañera de lucha, Terri Runnels, quien también estaba en el avión. Además, Ric Flair se expuso a ambos asistentes de vuelo y supuestamente les tomó las manos y les hizo tocar sus genitales; años más tarde el propio Flair negó las acusaciones. 
Tanto Hall como Hennig fueron despedidos después del evento, mientras que Goldust y Flair también fueron reprendidos por la empresa. Tanto Cappellano como Doyle presentaron una demanda en 2004, aunque WWE llegó a un acuerdo extrajudicial con ambas mujeres.

#### Resultados
- Dark match: Test derrotó a Goldust
  - Test cubrió a Goldust.
- Rob Van Dam derrotó al Campeón Intercontinental Eddie Guerrero por descalificion (11:23)
  - Guerrero fue descalificado después de golpear al árbitro con el cinturón.
  - Como resultado, Guerrero retuvo el Campeón Intercontinental.
  - Después del combate, Guerrero intento atacar al árbitro pero fue salvado por RVD.
- Trish Stratus y Jacqueline derrotaron a Molly Holly y Jazz (7:40)
  - Jacqueline cubrió a Molly después de un "Springboard Tornado DDT".
- X-Pac derrotó a Bradshaw (8:47)
  - X-Pac cubrió a Bradshaw después de un Low Blow y un X-Factor.
  - Scott Hall intervino durante el combate distrayendo a Bradshaw.
- Booker T derrotó a Steven Richards ganando el WWF Hardcore Championship (10:33)
  - Booker cubrió a Richards después de un "Book End".
  - Después de la lucha, Crash Holly cubrió a Booker ganando el Campeonato Hardcore. Después, Booker cubrió a Crash ganando el Campeonato Hardcore. Finalmente, Richards cubrió a Booker ganando nuevamente el Campeonato Hardcore.
- The Hardy Boyz (Matt y Jeff) derrotaron a Brock Lesnar y a Shawn Stasiak (con Paul Heyman) (6:54)
  - Jeff cubrió a Stasiak después de un Swanton Bomb.
  - Después de la lucha Lesnar atacó a The Hardy Boyz y a Stasiak.
- Spike Dudley derrotó a William Regal reteniendo el Campeonato Europeo (4:56)
  - Dudley cubrió a Regal con un Roll-Up.
  - Durante la lucha, Dudley se lesionó el tobillo (kayfabe) y los oficiales intentaron llevárselo fuera de la arena pero Regal lo impidió.
  - Después de la lucha, Regal le aplicó un Power Of The Punch a Dudley.
  - Después de la lucha, Dudley fue llevado por los médicos fuera de la arena.
- Steve Austin derrotó a The Big Show (con Ric Flair como árbitro especial) (16:00)
  - Austin cubrió a Big Show después de 2 Stone Cold Stunners.
  - Originalmente no iba haber un árbitro especial en la lucha, pero antes del combate, Ric Flair decidió ponerse a sí mismo como el árbitro del combate.
  - Durante la lucha, Scott Hall y X-Pac intentaron intervenir a favor de Big Show pero Flair los atacó y los saco de la arena.
  - Durante la lucha, Kevin Nash intervino para atacar a Austin pero este último le aplicó un Stone Cold Stunner.
  - Después de la lucha, Flair sacó a Nash de la arena amenazándolo de atacarlo con una silla.
  - Después de la lucha, Austin celebró su victoria con Flair en el ring, pero al final le aplicó un Stone Cold Stunner.
- Triple H derrotó a The Undertaker (14:29)
  - Triple H cubrió a Undertaker después de un Pedigree.

### 2003
Insurrextion 2003 tuvo lugar el 7 de junio de 2003 en el Telewest Arena en Newcastle, Inglaterra.

#### Resultados
- Dark match: Maven derrotó a Christian Eckstein
  - Maven cubrió a Eckstein después de un "Missile Dropkick".
- Dark match: The Hurricane derrotó a Lance Storm
  - Hurricane cubrió a Storm después de un "Shining Wizard".
- Jazz (con Theodore Long) derrotó a Trish Stratus reteniendo el Campeonato Femenino (10:45)
  - Jazz cubrió a Stratus, luego de que Long la lanzara al poste, mientras Victoria distraía al árbitro.
- Christian derrotó a Booker T reteniendo el Campeonato Intercontinental (15:55)
  - Christian cubrió a Booker después de bloquear un Roll-Up y usar las cuerdas para ayudarse.
- Rob Van Dam y Kane derrotaron a La Résistance (Sylvain Grenier y René Duprée) reteniendo el Campeonato Mundial por Parejas (10:43)
  - Rob Van Dam cubrió a Grenier después de un Five Star Frog Splash.
- Goldust derrotó a Rico (11:15)
  - Goldust cubrió a Rico después de un "Director's Cut".
- The Dudley Boyz (Bubba Ray, D-Von y Spike Dudley) derrotaron a Thuggin' and Buggin' Enterprises (Rodney Mack, Christopher Nowinski y Theodore Long) (10:00)
  - Spike cubrió a Long
- Scott Steiner derrotó a Test (con Val Venis como el árbitro especial y Stacy Keibler como la anunciadora especial) (7:33)
  - Steiner cubrió a Test después de un Steiner Flatliner.
- Triple H (con Ric Flair) derrotó a Kevin Nash (con Shawn Michaels) en un Street Fight reteniendo el Campeonato Mundial Peso Pesado (16:33)
  - Triple H cubrió a Nash después de golpearle con un martillo.